# Tippco

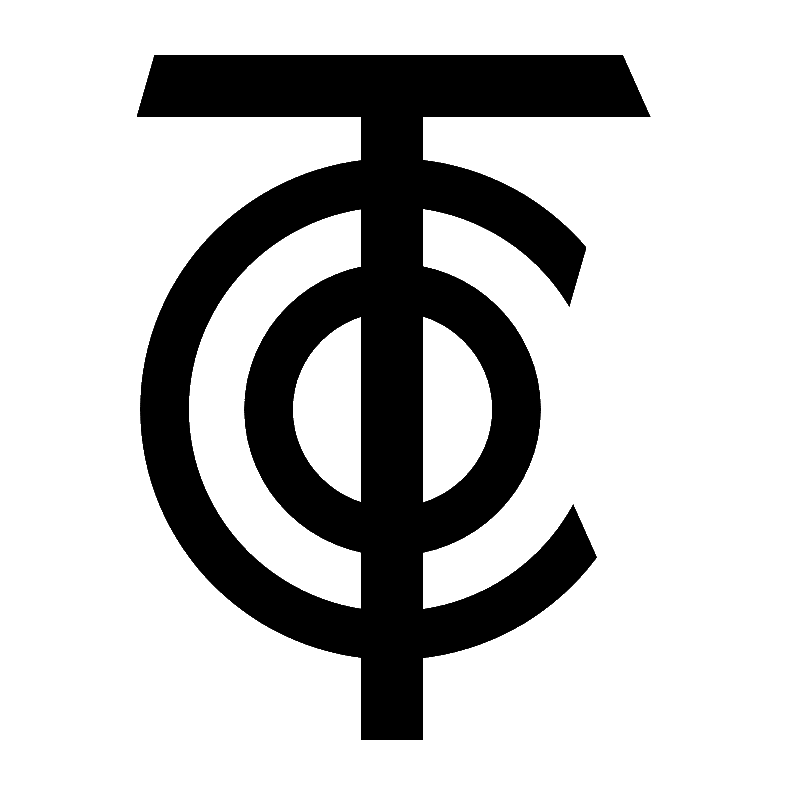
Logo der Firma „Tippco“

Tippco oder Tipp & Co. war ein deutscher Hersteller von Blechspielzeug, der von 1912 bis 1971 in Nürnberg bestand.

## Geschichte

### 1912 bis 1932
Im Jahr 1912 gründeten Ernst Carstens und Viktoria Tipp das Unternehmen; die Namensgeberin der Firma überließ jedoch im gleichen Jahr ihre Anteile Philipp Ullmann, der sie als Teilhaber ablöste und die Firma ab 1918 alleine leitete. 1919 schied Carstens ganz aus der Firma aus. Ullmann, der weltweit gute Verbindungen zu großen Kaufhäusern hatte, blieb bis 1933 alleiniger Inhaber. Die unter seiner Leitung in den 1920er Jahren produzierten Tippco-Spielzeuge waren vorwiegend Straßenfahrzeuge, darunter Modelle von Limousinen, Straßenwalzen, Schleppern, Motorrädern, Rennwagen, Rennbahnen, Raupen, Omnibussen und Lastkraftwagen. Daneben stellte die Firma auch mechanische Blechfiguren, Karussells und Spielzeugeisenbahnen mit Uhrwerk (sogenannte Bodenläufer) her. Ein Tippco-Katalog aus den 1930er Jahren listete etwa 160 Produkte des Unternehmens. Die bekanntesten Objekte dieser Zeit waren ein 1928 erstmals erschienener und mit einer Spiralfeder angetrieber offener Omnibus und eine 41 cm lange Limousine, die einen Mops als Kühlerfigur zeigte. Andere Fahrzeugtypen aus diesem Jahr hatten elektrische Beleuchtung oder elektrische Suchscheinwerfer. Die Feuerwehrfahrzeug und Busse von Tippco waren mit Figuren bestückt, die entweder aus Blech gefaltet waren oder von O. & M. Hausser aus Masse gefertigt waren. Die Fahrzeuge wiesen eine hohe Qualität in Lithografie sowie Verzapfung und Verlaschung des Weißblechs auf und verfügten meist über Uhrwerkantriebe.

### Zeit des Nationalsozialismus
Nach der nationalsozialistischen Machtergreifung floh der Jude Philipp Ullmann 1933 nach England, wo er mit seinem Kollegen Arthur Katz in einer von der Spielzeugfirma Bassett-Lowke in Northampton bereitgestellten Werkstatt mit der Fertigung von Spielzeug begann und mit den Gewinnen andere jüdische Flüchtlinge unterstützte. Er nannte seine neue Firma Mettoy, die 1956 unter dem Namen Corgi Toys bekannt wurde.
In Deutschland übernahm der ehemalige Direktor der Spielzeugfirma Bing Ernst Horn die Leitung der Firma Tippco. Das Unternehmen produzierte nunmehr vor allem Kriegs- und Propagandaspielzeug und wuchs zum größten Hersteller von Blechspielzeug in Nürnberg heran. Zum umfangreichen Angebot gehörten Ketten- und Halbkettenfahrzeuge, Flakgeschütze, der „Eva-Braun-Wagen“, Kanonen und Wehrmachtwagen, Fliegerabwehrwagen und Panzerspähwagen. Das bekannteste Modell dieser Zeit war der 23 cm lange, in Schwarz gehaltene sogenannte „Wagen des Führers“ (ein Mercedes-Benz 770K), der von 1936 bis Kriegsende 1945 hergestellt wurde und mit silber blinkenden Zinnbeschlägen, einer Kardanwelle, Gummibereifung sowie einschlagbaren Vorderrädern bestückt war.
Mit der Eröffnung eines ersten Teilstücks der Reichsautobahn 1935 brachte Tippco ein Jahr später seine blecherne Version einer Schnellstraße heraus, mit Brücken, Geraden, Kurven, Abzweigungen, einer Tankstelle sowie dazugehörigen Autos, unter denen sich auch der KdF-Wagen befand. Die „Reichsautobahn“ war beliebig erweiterbar und mit einem Uhrwerkantrieb oder in einer ungleich teureren elektrischen Ausführung erhältlich.
Zwischen etwa 1935 und 1939 produzierte Tippco ein Motorrad, auf dem Micky Maus und Minnie Maus zu sehen waren. Allerdings war der Artikel nicht von Disney lizenziert.
Obwohl Metall als Rohstoff für Kriegszwecke benötigt wurde, konnte Tippco zur Zeit des Zweiten Weltkriegs weiter Spielzeug produzieren, während andere Blechspielzeughersteller ihren Betrieb einstellen oder auf Kriegsgüterproduktion umstellen mussten.

### Nachkriegszeit
Nach Ende des Krieges wurde der bisherige Leiter Horn abgesetzt und die Firma der 1933 enteigneten Familie Ullmann zurückgegeben. Diese setzte zunächst den zum Familienkreis gehörenden Dr. Eddmeier als Firmenleiter ein; ab 1948 leitete Ullmann die Spielwarenfirma dann mit seinem Sohn Henry.
Tippco fertigte in den 1950er und 1960er Jahren zahlreiche Nutzfahrzeuge wie Kipplaster, Traktoren, Straßenwalzen, Bagger oder Kräne, womit sich die Firma am Wiederaufbau zerstörter Städte und dem damit verbundenen alltäglichen Straßenbild orientierte. Das neue Sortiment beinhaltete auch Logistikfahrzeuge wie Postautos, Coca-Cola-Lieferwagen, Milchlaster oder Benzinlaster. Zu den nichtmilitärischen Fahrzeugen der Vorkriegsjahre, die in ähnlicher Form weiterproduziert wurden, kamen nun auch Motorräder und Motorroller sowie Schiffe, Flugzeuge, Reisebusse oder amerikanische Straßenkreuzer hinzu. Autobahnen blieben weiterhin ein wichtiges Standbein, wobei die Systeme verschiedener Hersteller oftmals miteinander kompatibel waren, wodurch sie mit Modellen der Marken Tippco, Huki oder Technofix gleichzeitig bespielt werden konnten. Modelle von Shell-Tankstellen und das BP-Parkhaus rundeten das Angebot ab.
Wie viele andere Blechspielzeughersteller verpasste auch Tippco die Entwicklung hin zu Plastikspielzeug vor allem durch japanische Hersteller, sodass Henry Ullmann die Firma Tippco 1971 schließen musste.

Tippco-Motorräder
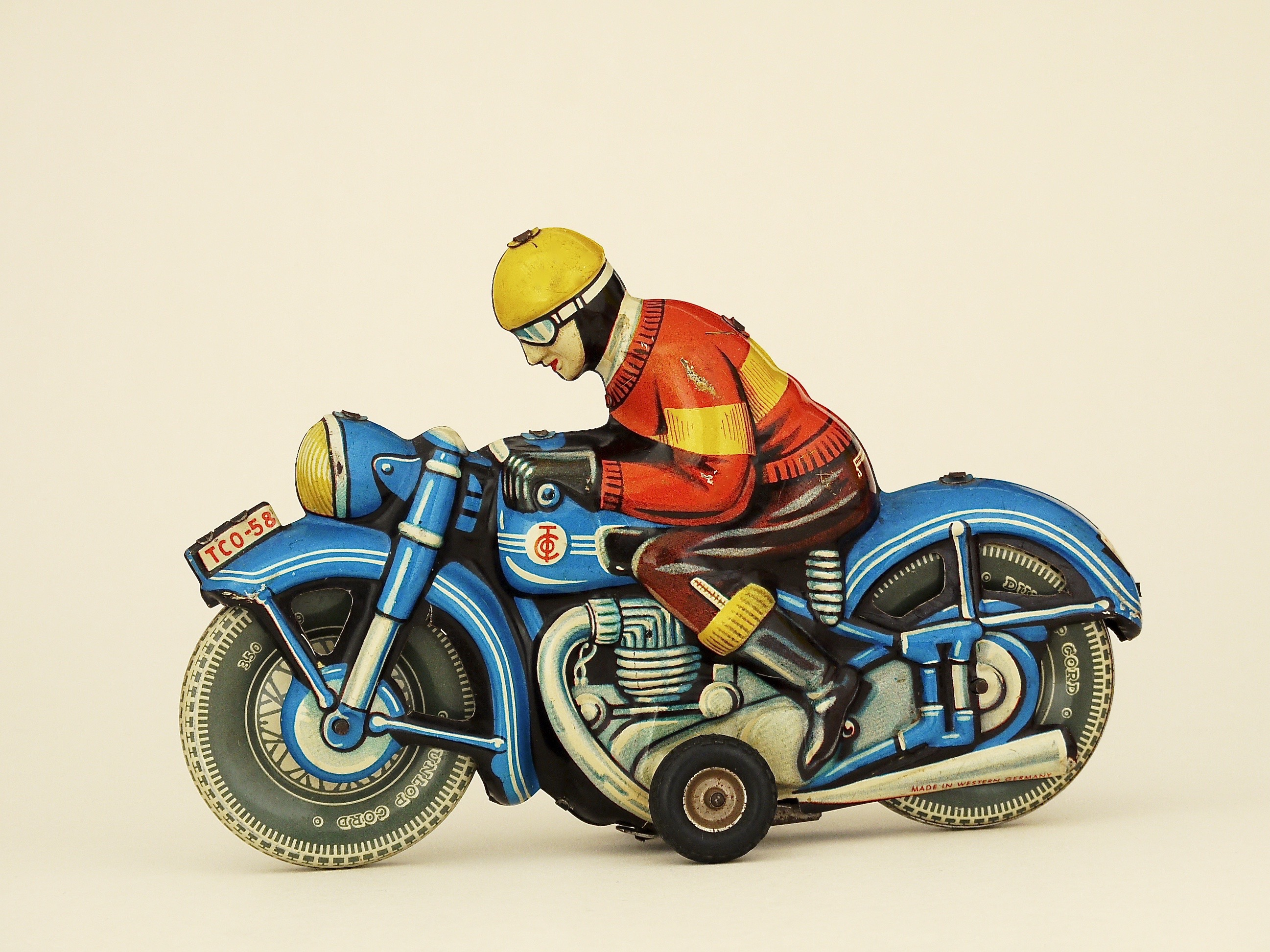
Modell TCO-58, 1950er Jahre
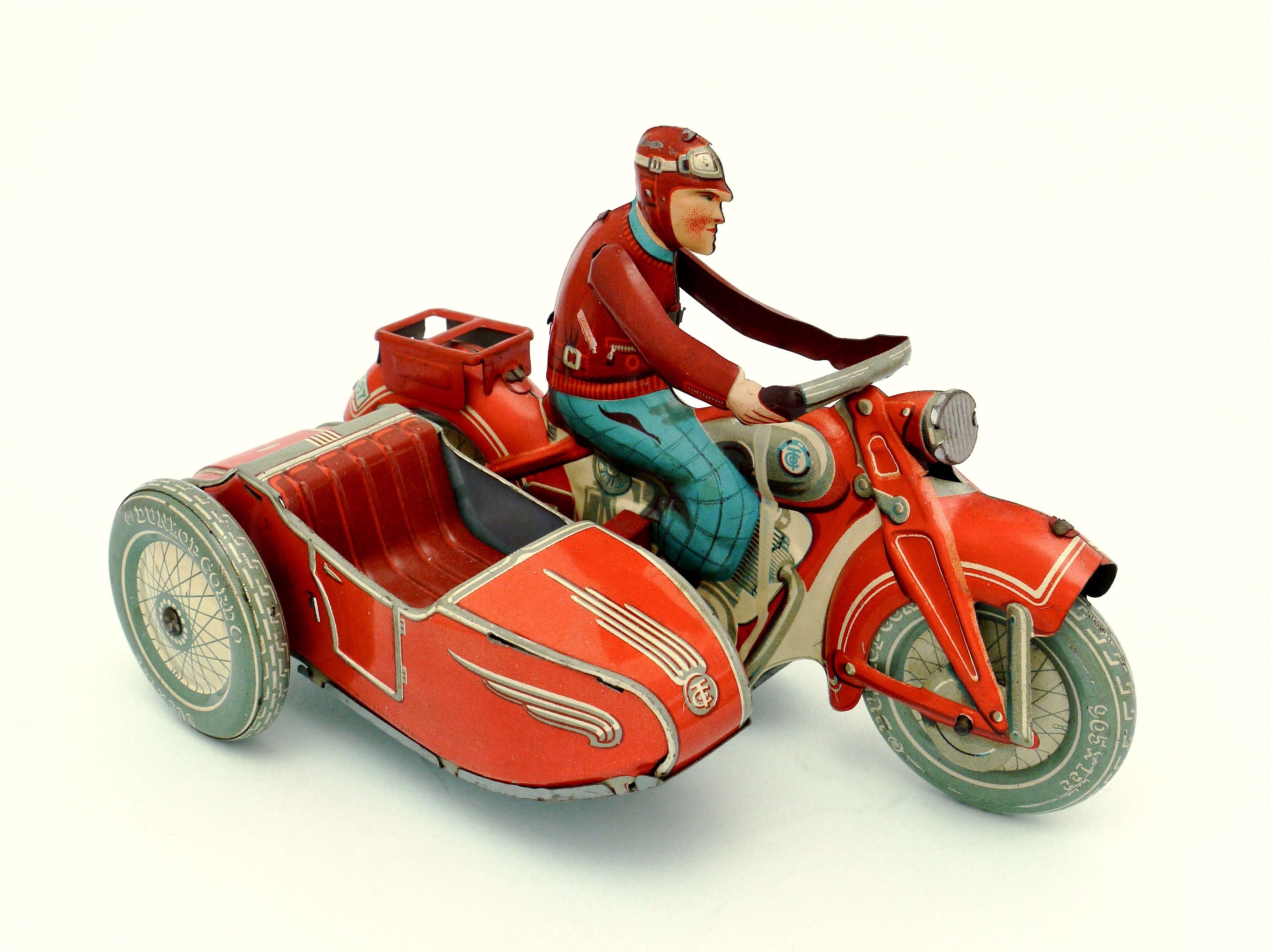
Modell 587 von 1950
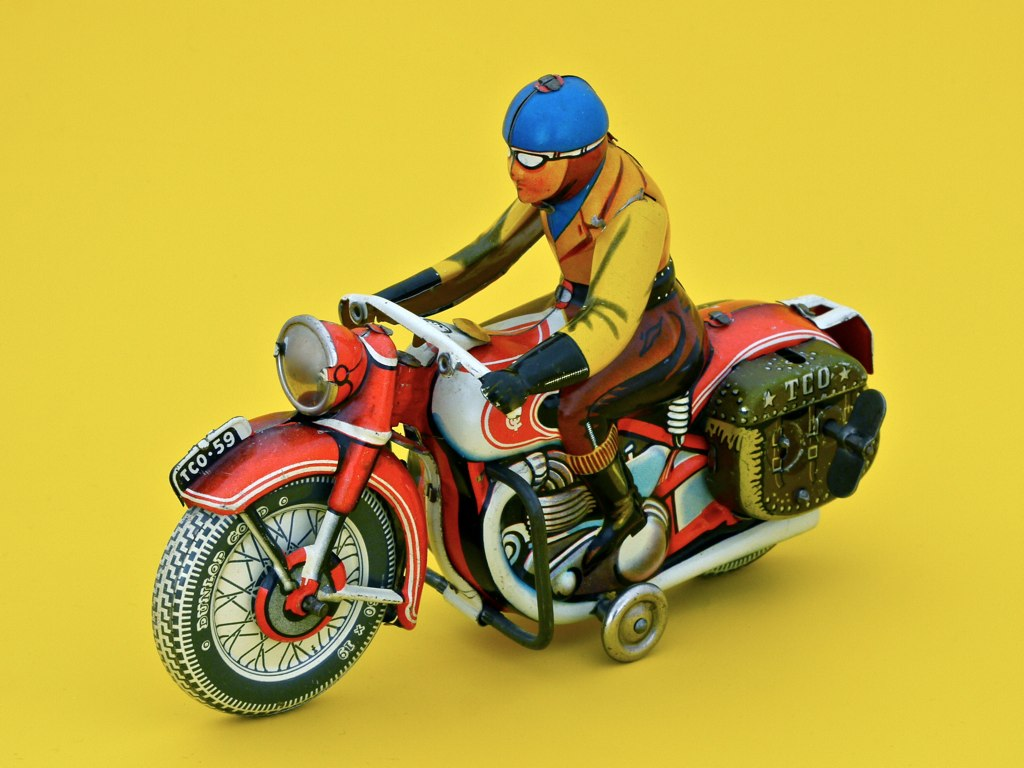
TCO 59, 1950
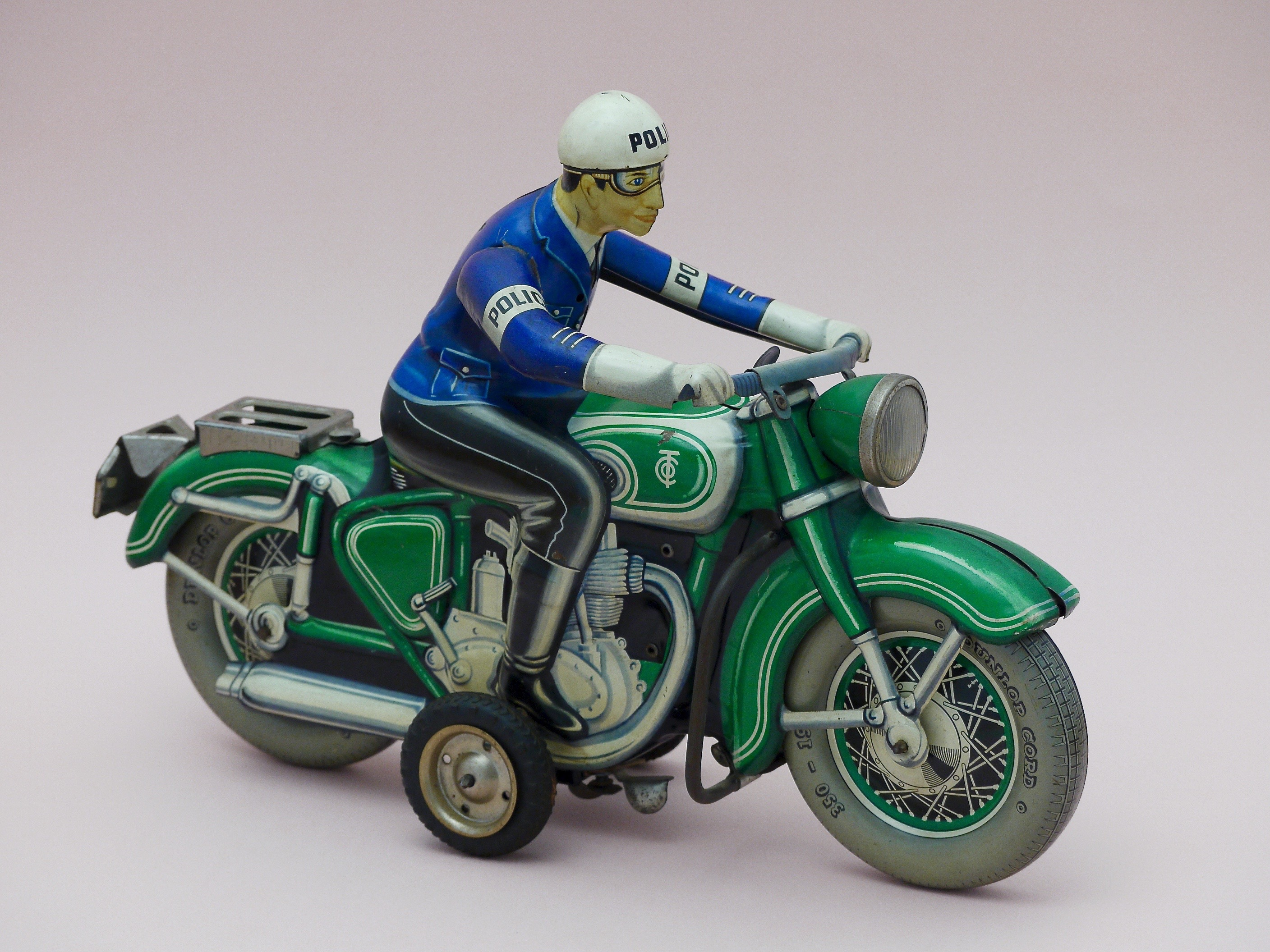
Polizeimotorrad von 1960